# Jan Josef Švagr

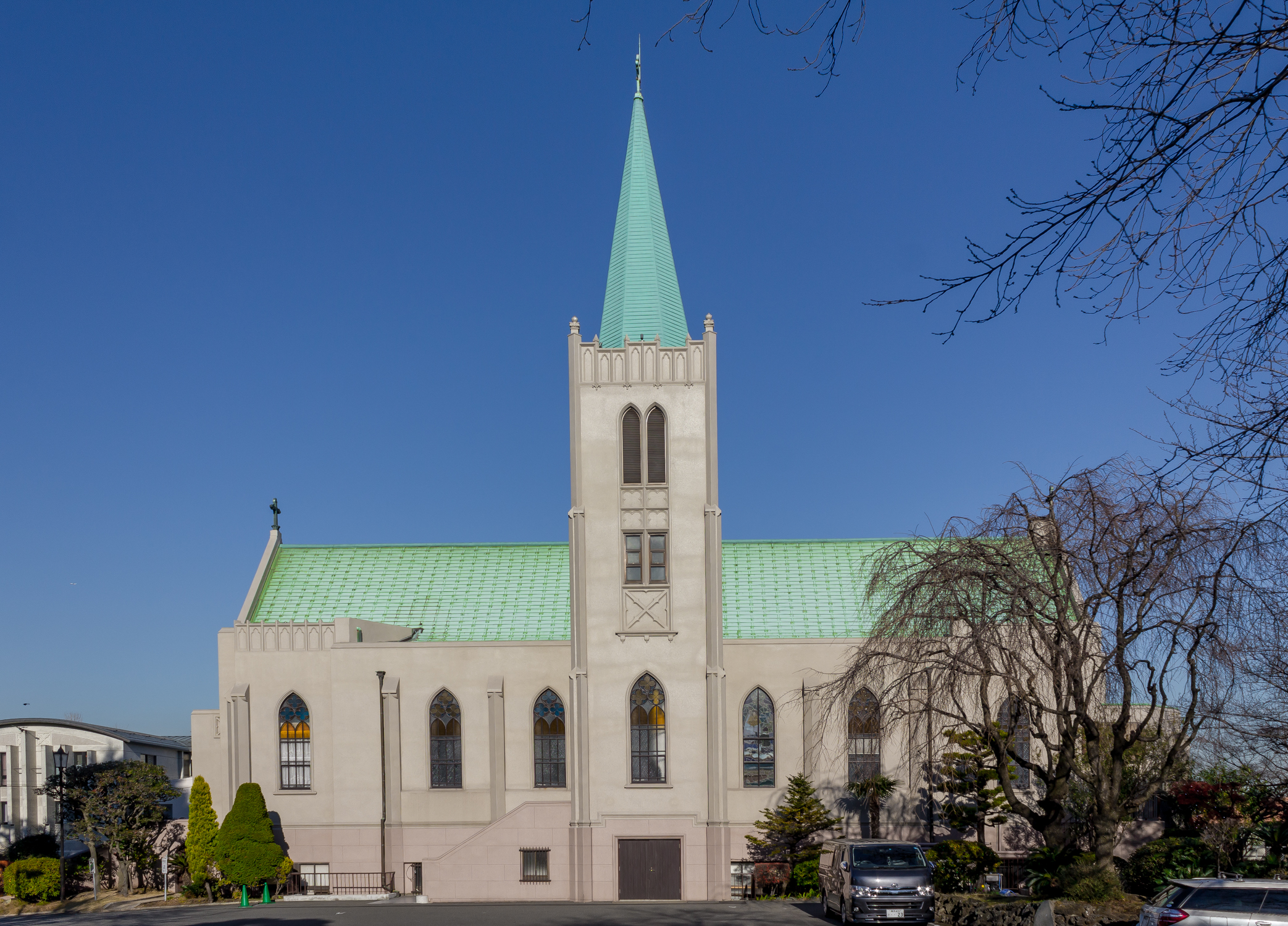
Katedrála Nejsvětějšího srdce v Jokohamě (1933)

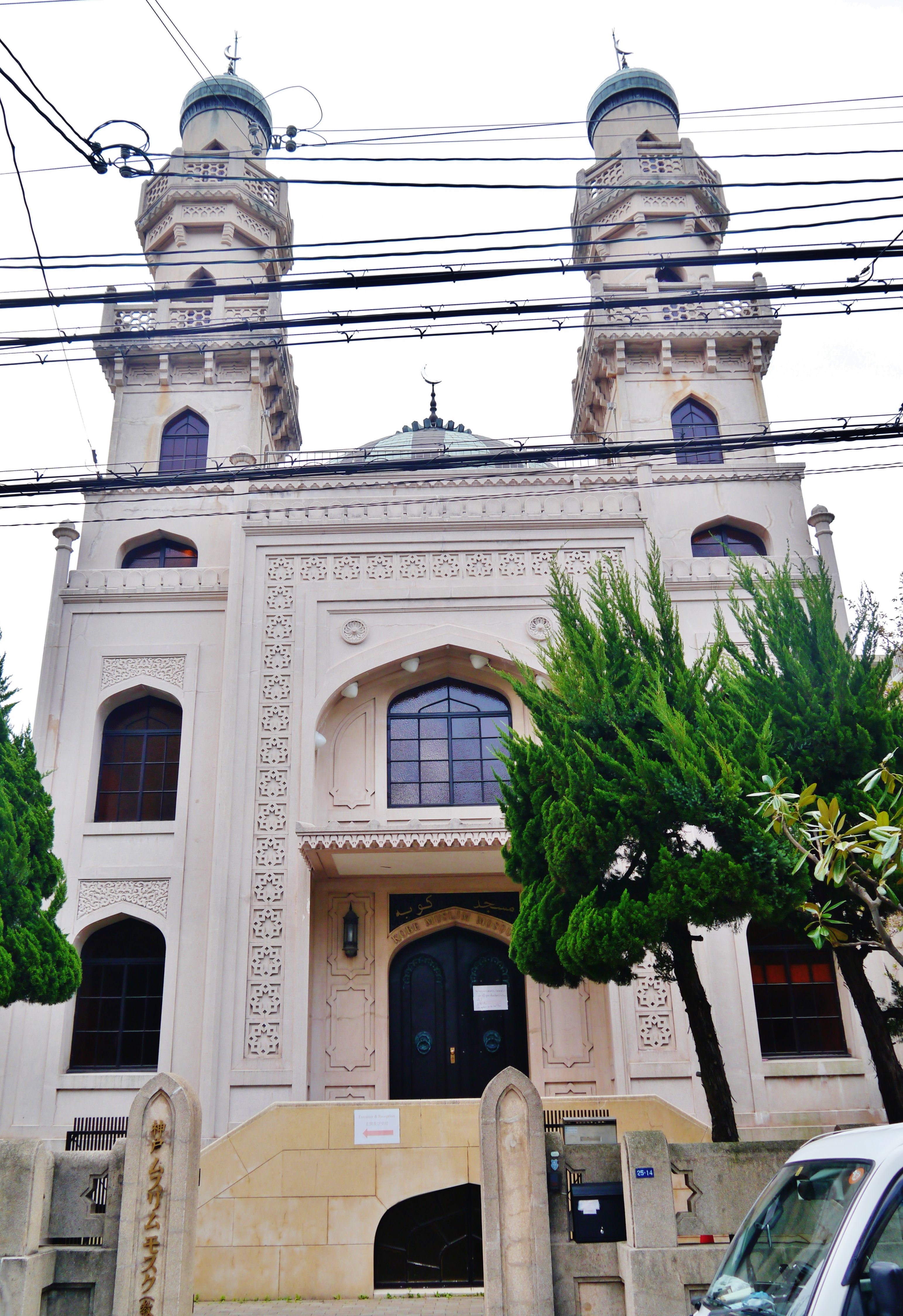
Mešita v Kóbe (1935)

Jan Josef Švagr (7. září 1885 Týnčany – 26. března 1969 Claypole, Argentina) byl český architekt, který projektoval stavby převážně v Japonsku.

## Život
Narodil se ve středočeských Týnčanech jako třetí dítě ze sedmi v rolnické rodině. Vystudoval architekturu a pozemní stavitelství na České škole technické. Později pracoval v Rusku na stavbě Transsibiřské magistrály. V Rusku se oženil, jeho manželka Naděžda pocházela ze šlechtických kruhů. Po Říjnové revoluci byli odsouzeni k vyhnanství na Sibiři. Ze země uprchli a odejeli do Číny. V čínské Šanghaji se Švagr seznámil s českým architektem Antonínem Raymondem, který mu nabídl zaměstnání ve své architektonické kanceláři v Japonsku.
Švagr jeho nabídku přijal a v roce 1922 nastoupil do jeho kanceláře. Spolupracovali spolu až do roku 1930, kdy si Švagr založil vlastní architektonickou kancelář. Ta se věnovala zejména sakrální architektuře, podle jeho návrhu bylo mj. postaveno několik katolických kostelů a také první mešita v Japonsku v Kóbe. Koncem 30. let zemřela jeho manželka a začal také negativně pociťovat stoupající japonský nacionalismus. Proto se rozhodl svou kancelář prodat svým japonským spolupracovníkům a v roce 1941 odjel do Jižní Ameriky.
Tam nejprve působil v Chile, později v Argentině. Také tam se věnoval architektuře, vystudoval tam však také teologii a vstoupil do řeholní kongregace Synů Boží prozřetelnosti (Filii Divinae Providentiae), kterou založil italský světec Luigi Orione. Zemřel v roce 1969 v argentinském městě Claypole nedaleko Buenos Aires.